# Ceyhan (řeka)
Ceyhan (turecky Ceyhan Nehri) je řeka v Turecku na jihovýchodě poloostrova Malá Asie. Je přibližně 509 km dlouhá. Povodí má rozlohu 21 200 km².

## Průběh toku
Pramení na západních výbežcích Arménského Tauru. Na dolním toku protíná nížinu Çukurova. Ústí do zálivu İskenderun Středozemního moře.

## Vodní stav
Maxima dosahuje v zimě a na jaře. Průměrný průtok v ústí činí přibližně 230 m³/s.

## Využití
Využívá se na zavlažování. Vodní doprava na řece není možná.